# Badfinger (álbum)
Badfinger es el sexto álbum de estudio de la banda de rock británica Badfinger, publicado en febrero de 1974 a través de Warner Bros. Records.

## Recepción de la crítica
Un escritor no especificado de la revista Cash Box escribió: “Se suponía que Badfinger sería el heredero del trono de The Beatles, pero algo sucedió en el camino, por alguna razón la gente simplemente dejó de escucharlos. Cualquiera sea el motivo, la gente debería estar preparada para empezar a escucharlos de nuevo. Esta colección, la primera para su nuevo sello, es otra gran excursión para el grupo y una que sin duda los devolverá a la prominencia que tanto merece su talento”. Un escritor no especificado de Record World escribió: “Estos tan buenos músicos ingleses nos ofrecen diversos estilos musicales en su nuevo lanzamiento”.

## Lista de canciones
Todas las canciones escritas y compuestas por Pete Ham, excepto donde esta anotado. 
| Lado uno |                               |          |  |
| N.º      | Título                        | Duración |  |
| 1.       | «I Miss You»                  | 2:32     |  |
| 2.       | «Shine On» (Ham, Tom Evans)   | 2:47     |  |
| 3.       | «Love Is Easy» (Joey Molland) | 3:06     |  |
| 4.       | «Song for a Lost Friend»      | 2:53     |  |
| 5.       | «Why Don't We Talk?» (Evans)  | 3:41     |  |
| 6.       | «Island» (J. Molland)         | 3:38     |  |

| Lado dos |                                           |          |  |
| N.º      | Título                                    | Duración |  |
| 1.       | «Matted Spam»                             | 3:07     |  |
| 2.       | «Where Do We Go from Here?» (Evans)       | 3:23     |  |
| 3.       | «My Heart Goes Out» (Mike Gibbins)        | 3:12     |  |
| 4.       | «Lonely You»                              | 3:43     |  |
| 5.       | «Give It Up» (J. Molland)                 | 4:32     |  |
| 6.       | «Andy Norris» (J. Molland, Cathy Molland) | 2:59     |  |

## Créditos y personal
Créditos adaptados desde las notas de álbum de Badfinger.
Badfinger
- Pete Ham – guitarra, piano, voces
- Joey Molland – guitarra, voces
- Tom Evans – bajo eléctrico, voces
- Mike Gibbins – batería, voces

Personal técnico
- Chris Thomas – productor
- Phil Chapman – ingeniero de audio
- Jim Horn – arreglos de trompa
- John Kosh – diseño de portada
- Peter Howe – fotografía

## Posicionamiento
| Gráfica (1974)                            | Pico de posición |
| ----------------------------------------- | ---------------- |
| Estados Unidos (Billboard Top LPs & Tape) | 161              |